# اداره نظامی بریتانیا بر لیبی

تانک‌ها و خدمه انگلیسی پس از تصرف شهر در طول جنگ جهانی دوم - دسامبر ۱۹۴۲ در ساحل طرابلس صف می‌کشند.

اداره نظامی بریتانیا در لیبی از سال ۱۹۴۳ تا استقلال لیبی در سال ۱۹۵۱ کنترل مناطق برقه و طرابلس لیبی ایتالیای سابق توسط بریتانیا بود. این بخشی از دولت متفقین لیبی بود.

## تاریخ

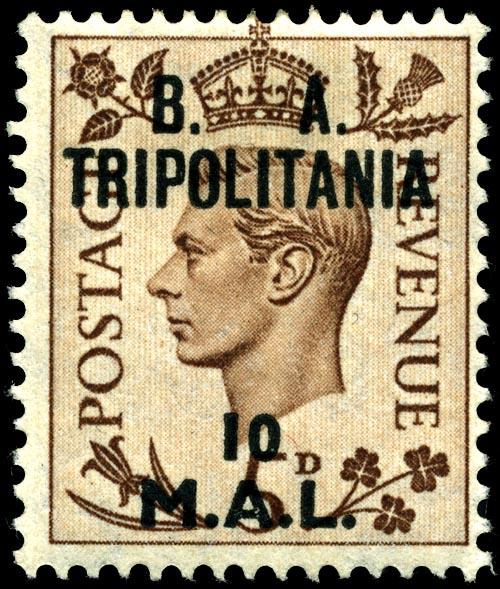
تمبر ۱۰ لیره ایی سال ۱۹۵۰ طرابلس با چهره پادشاه جورج ششم

در نوامبر سال ۱۹۴۲، نیروهای متفقین برقه را بازپس گرفتند. در فوریه ۱۹۴۳، آخرین سربازان آلمانی و ایتالیایی از لیبی بیرون رانده شدند و اشغال لیبی توسط متفقین آغاز شد.
طرابلس و برقه تحت مدیریت بریتانیا باقی ماندند، در حالی که فرانسوی‌ها فزان را تحت کنترل داشتند. در سال ۱۹۴۴، ادریس از تبعید در قاهره بازگشت، اما از سرگیری اقامت دائم در برقه خودداری کرد تا اینکه در سال ۱۹۴۷ برخی از جنبه‌های کنترل خارجی حذف شد. طبق مفاد معاهده صلح ۱۹۴۷ با متفقین، ایتالیا که امیدوار بود مستعمره طرابلس و فرانسه را که خواهان فزان بود حفظ کند، از تمام ادعاهای خود نسبت به لیبی صرف نظر کرد؛ بنابراین لیبی متحد باقی ماند.
خلع ید از مالکیت‌های استعماری ایتالیا سؤالی بود که باید قبل از تکمیل پیمان صلح که به‌طور رسمی به جنگ با ایتالیا پایان می‌داد، در نظر گرفته می‌شد. از نظر فنی، لیبی تحت مالکیت ایتالیایی باقی ماند که توسط بریتانیا و فرانسه اداره می‌شد، اما در کنفرانس پوتسدام در سال ۱۹۴۵، متفقین - بریتانیا، اتحاد جماهیر شوروی و ایالات متحده - توافق کردند که مستعمرات ایتالیایی که در طول جنگ تصرف شده بودند نباید به ایتالیا بازگردانده شوند. بررسی بیشتر این موضوع به شورای وزیران خارجه متفقین، که شامل یک نماینده فرانسوی بود، محول شد. اگرچه همه اعضای شورا در ابتدا از نوعی قیمومیت حمایت می‌کردند، هیچ فرمولی برای دفع لیبی نمی‌توانست ابداع کرد. ایالات متحده یک قیمومیت برای کل کشور تحت کنترل سازمان ملل متحد (سازمان ملل) که منشور آن در اکتبر ۱۹۴۵ لازم الاجرا شده بود، پیشنهاد کرد تا آن را برای خودگردانی آماده کند. اتحاد جماهیر شوروی قیمومیت‌های استانی جداگانه ای را پیشنهاد کرد و طرابلس را برای خود ادعا کرد و فزان را به فرانسه و سیرنایکا را به بریتانیا اختصاص داد. فرانسه که پایانی برای گفتگوها نمی‌دید، از بازگرداندن قلمرو به ایتالیا حمایت کرد. برای شکستن بن‌بست، سرانجام بریتانیا استقلال فوری لیبی را توصیه کرد.
در سال ۱۹۴۹، امارت برقه ایجاد شد و تنها طرابلس تحت مدیریت مستقیم ارتش بریتانیا باقی ماند. یک سال بعد، در سال ۱۹۵۰، به جای مدیریت نظامی، به آن اعطا شد. ادریس السنوسی، امیر سیرنائیکا و رهبر فرقه صوفی مسلمان سنوسی، نماینده لیبی در مذاکرات سازمان ملل بود و در ۲۴ دسامبر ۱۹۵۱، لیبی استقلال خود را اعلام کرد.

## استقلال
در سال ۱۹۵۱، با نمایندگانی از برقه، طرابلس و فزان که اتحادیه ای را اعلام کردند و کشوری که پادشاهی متحد لیبی نامیده می‌شد، به ادریس پیشنهاد تاج و تخت داده شد. طبق قانون اساسی کشور جدید دارای یک دولت فدرال بود که سه ایالت برقه، طرابلس و فزان دارای خودمختاری بودند. این پادشاهی همچنین دارای سه پایتخت بود: طرابلس، بنغازی و بیضا. دو سال پس از استقلال، در ۲۸ مارس ۱۹۵۳، لیبی به اتحادیه عرب پیوست. زمانی که لیبی استقلال خود را اعلام کرد، اولین کشوری بود که از طریق سازمان ملل به استقلال رسید و یکی از اولین متصرفات اروپایی سابق در آفریقا بود که استقلال را به دست آورد.